# Jelcowka
Jelcowka (ros. Ельцовка) – wieś na terenie wchodzącego w skład Rosji syberyjskiego Kraju Ałtajskiego.
Miejscowość została założona w 1770 Położona jest w odległości ok. 313 km od stolicy kraju – miasta Barnauł, liczy ok. 2 566 mieszkańców i jest ośrodkiem administracyjnym rejonu jelcowskiego.